# ليونيل أنتويرب (دوق كلارنس الأول)
ليونيل أنتويرب، دوق كلارنس الأول (بالإنجليزية: Lionel of Antwerp, 1st Duke of Clarence)‏ هو الابن الثالث للمك إدوارد الثالث وهو أيضاً الابن الثاني الذي بقي على قيد الحياة. سُمي بهذا الاسم نسبة إلى مسقط رأسه في مدينة أنتويرب البلجيكية.